# インスマス

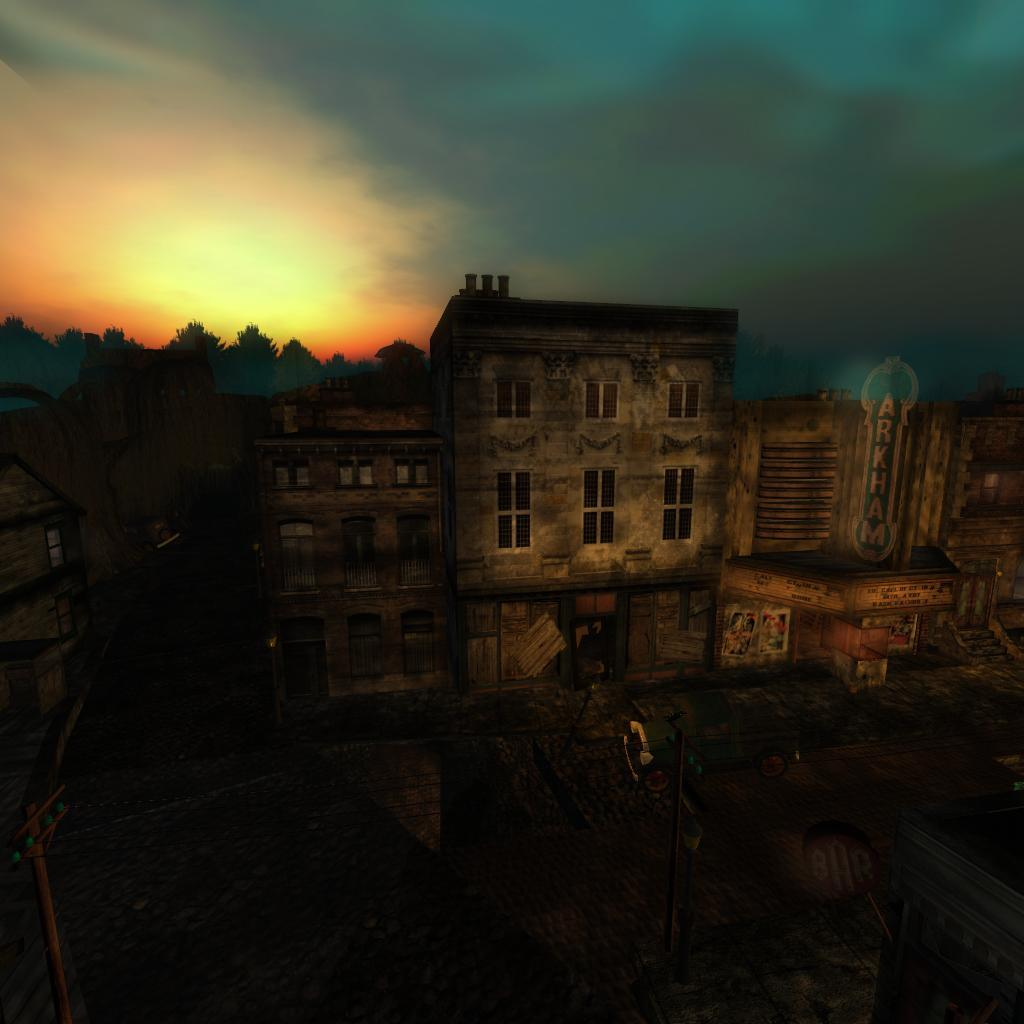
Second Life上に再現されたインスマス

インスマス（Innsmouth、インスマウスとも表記）は、ハワード・フィリップス・ラヴクラフトなどの作品に登場する架空の町。
ラヴクラフトの小説『インスマスの影（The Shadow Over Innsmouth）（1936年）』に初出した。ラヴクラフトの複数の作品に登場し、他の作家によって書かれたクトゥルフ神話作品にも多く登場する。
アメリカ合衆国マサチューセッツ州エセックス郡に属すマニューゼット川の河口にある港町である。アーカムからニューベリーポートに向かう街道の途中に位置する。またキングスポートに向かう街道もある。町の周囲は湿地帯に囲まれ、交通手段はバスのみで鉄道は廃止されている。約1マイル半（約2.4km）沖には、悪魔の岩礁と呼ばれる岩礁がある。

## 作中での描写
1643年に建設され、漁業や中国やインドなどの貿易の中継地として繁栄した。北岸の古い高級住宅地がその名残りである。1812年に米英戦争が起こって不景気になるとガラス細工をポリネシアの島民と金製品で交換した交易商人オーベッド・マーシュ船長がマニューゼット川を動力に金の精錬工場を経営し始める。川の上流北岸に工業地区ができ、周辺の軽工業の中心地となった。ところが1846年に発生した謎の伝染病により一夜にして住民の半数以上が死亡する。1861年の南北戦争や漁場の荒廃なども重なり1920年代までに衰退した。
もとは、バプテスト教会やフリーメイソンなどの宗教があったが、1840年にオーベッド船長がカナカイ族の酋長ワラキーから教わったダゴン秘密教団という宗教団体が勢力を広げ、元のフリーメイソン会館「ニュー・チャーチ・グリーン」を寺院・集会場として使用していた。教団を主宰するオーベッド船長のマーシュ家と彼の部下で船員幹部だったウェイト家、ギルマン家、エリオット家が町を牛耳るようになった。
この町の住民は、青白い蛙に似た独特の容貌を持ち周辺の住民から忌み嫌われている。これを通称「インスマス面（インスマスづら）」という。顔以外にも目が大きくまばたきが少ない、ガニ股、ピョコピョコ跳ねるように歩く姿などが特徴に挙げられる。近隣のアーカムの住民を含め訪れる者は、稀である。またインスマスを訪れ行方不明となる商人や役人も後をたたない。
1927年にアメリカ政府による「密造酒の取り締まり」とされる住民一斉検挙が海軍とFBIの共同作戦で行われ、更に荒廃が進み、半ばゴーストタウン化している。この一斉検挙の際に何故か沖の悪魔の岩礁に向かって海軍の潜水艦から魚雷が打ち込まれた。
- 1846年の疫病は方便であり、実際はオーベッド船長を反対派住民が拘束した事件を発端とした、深きものどもによる反対派の虐殺である。1927年の一斉検挙の真相は、『インスマスの影』の主人公の通報を受けたことでアメリカ当局が動き、インスマスを潰しにかかった出来事である。

ダーレスの『永劫の探究』においては、新当主エイハブ・マーシュによって再興されていたが、主人公のアンドルー・フェランとエイベル・キーンによって潰される。

### 現実の地理との類推
現実のエセックス郡の他の地名と見比べた場合、マニューゼット川河口のファルコン岬（Falcon Point）にインスマスはあるが、これは実在ではイプスウィッチ川河口のグレートネック（Great neck）のイプスウィッチ（Ipswich）の位置にあると思われる。ただしアーカムとセイラムのように地形が似ている訳ではない。

### イングランドのインスマス
『インスマスを覆う影』に遡ること10年以上、ラヴクラフトが1920年に執筆した小説『セレファイス（Celephais）』（1920年執筆、1922年発表）において、同名の地名が登場している。こちらでは、ロンドンから歩いて行けるくらいの距離にある、近くに断崖のある半ば無人の村として描写された。同小説内の地名であるトレヴァー・タワーズは『未知なるカダスを夢に求めて』でコーンウォール半島に位置するという設定が追加されているが、「イングランドのインスマス」は再登場していない。

## 登場作品

### クトゥルフ神話
- ハワード・フィリップス・ラヴクラフト：セレファイス、戸口にあらわれたもの
- オーガスト・ダーレス：サンドウィン館の怪、永劫の探究・2部「エイベル・キーンの書置（インスマスの追跡）」、ルルイエの印
  - ラヴクラフト&ダーレス：ファルコン岬の漁師、インズマスの彫像
- 「インスマス年代記（英語版）」：インスマスの遺産（ブライアン・ステイプルフォード）
- 「ラヴクラフトの怪物たち」：禁じられた愛に私たちは啼き、吠える（ケイトリン・R・キアナン）、ともに海の深みへ（ブライアン・ホッジ）、世界が再び終わる日[2]（ニール・ゲイマン）
- その他：邪神たちの2・26・2章「インスマスの花嫁」（田中文雄）

### それ以外
- 漫画『海の眷属と偽りの花嫁』（高倉知子）